# Lithophragma
Lithophragma  es un género con doce especies de plantas de flores de la familia Saxifragaceae. Son nativs del oeste de Norteamérica.
Tiene las flores con los pétalos de color blanco brillante, lobulados o dentados. Cada pétalo parece 3-5 pétalos, cuando se observa, los lóbulos se funden en la base formando un solo pétalo. La mayoría de las especies se reproducen por bulbos en lugar de semillas.  L. maximum está incluida como especie en peligro de extinción.

## Especies seleccionadas
- Lithophragma affine
- Lithophragma bolanderi
- Lithophragma campanulatum
- Lithophragma cymbalaria
- Lithophragma glabrum
- Lithophragma heterophyllum
- Lithophragma maximum
- Lithophragma parviflorum
- Lithophragma tenellum

- Datos: Q1096089
- Multimedia: Lithophragma / Q1096089
- Especies: Lithophragma